# Jesús Ramón Martínez de Ezquerecocha Suso
Jesús Ramón Martínez de Ezquerecocha Suso, né le 31 août 1935 à Jungitu en Espagne et mort le 16 février 2013 à Vitoria-Gasteiz (Espagne), est un prélat catholique  en Équateur.

## Biographie
Martíneza est ordonné prêtre en 1959. En 1994 il est nommé prélat de Los Rios et évêque de Babahoyo. Il prend sa retraite en 2008.

## Sources
- Profil sur Catholic hierarchy